# Türk Telekom
Türk Telecom  is het grootste telecommunicatiebedrijf van Turkije. Het bedrijf werd op 24 januari 1995 afgesplitst van het nationale postbedrijf. Türk Telecom levert onder andere internet, wifi en mobiele telefonie. Het bedrijf levert zo'n 17 miljoen landlijnen, en is de grootste ADSL-provider van Turkije. Het bedrijf verzorgt tevens de internettoegang voor veel grote bedrijven alsook voor de Turkse overheid.
Sinds 2010 is het bedrijf tevens de sponsor van de Turkse topclubs Galatasaray SK en Fenerbahçe SK.